# José Betinotti
José Betinotti Cantor, poeta e compositor argentino (Buenos Aires,25 de Julho de 1878- ídem 21 de Abril de 1915).
Marcou época e é chamado de El Último Payador. Improvisador de versos, fazia as suas serenatas muitas vezes acompanhado de guitarra, flauta e violino.Circulava por cafés e comitês políticos e gravou muitos discos.Segundo a lenda, encontrou-se com o jovem Carlos Gardel (então El Morocho del Abasto) ,livrando-o de um desafio,assim dizendo: "los que escuchan a mí\sabrán el hondo gemir\de mi alma sentimental\pero de otros el sentir\lo sabe solo decir\el canto de ese Zorzal- e terminou seu improviso apontando para Gardel.
Composições
- Como quiere la madre a sus hijos
- Adiós que me voy llorando
- Mi madre querida
- Tu diagnóstico
- Que me habrán hecho sus ojos
- Mis primeras hojas
- Lo de ayer y lo de hoy
- De mi cosecha